# 그린란드 축구 국가대표팀
그린란드 축구 국가대표팀(덴마크어: Grønlands fodboldlandshold)은 덴마크 왕국의 구성국이자 자치 구역인 그린란드를 대표하는 팀으로 페로 제도 축구 국가대표팀과는 다르게 FIFA와 UEFA 회원국이 아닌 관계로 FIFA 월드컵과 UEFA 유럽 축구 선수권 대회에는 참가할 수 없으며 아일랜드 게임 축구와 독립축구 협회 연맹에서 주관하는 대회에만 참가할 수 있다.

## 국제 대회 경력

### 아일랜드 게임
16번의 대회 중 14번의 대회에 출전하여 2013년과 2017년 대회에서 은메달을 목에 걸면서 역대 아일랜드 게임 최고 성적을 만들어냈다.

### FIFI 와일드컵
B조에서 북키프로스, 잔지바르를 상대로 2경기를 치렀으나 2전 전패·조 최하위의 성적을 거두며 4강 대열 합류에 실패했다.

### ELF컵
A조에서 키르기스스탄, 몰도바, 잔지바르를 상대로 1승 1무 1패·조 3위로 조별리그에서 탈락했지만 몰도바와의 첫 경기에서 2-0으로 승리를 거두었다.

### 그린란드컵
1980년부터 1984년까지 개최된 3번의 그린란드컵에 출전하여 1983년 대회에서 준우승을 차지했다.

## 주요 선수
- 아모스 로스바흐
- 말릭 율
- 안데르스 페테르센
- 니키 페테르센
- 말릭 베르텔센
- 누칸카크 지브

## 역대 감독
| 감독          | 임기        |
| ------------- | ----------- |
| 제프 피온테크 | 2000 ~ 2002 |
| 제프 피온테크 | 2004        |

## 월드컵 기록
| 연도   | 라운드   | 순위     | 경기     | 승       | 무*      | 패       | 득점     | 실점     |
| ------ | -------- | -------- | -------- | -------- | -------- | -------- | -------- | -------- |
| 1930년 | 비회원국 | 비회원국 | 비회원국 | 비회원국 | 비회원국 | 비회원국 | 비회원국 | 비회원국 |
| 1934년 | 비회원국 | 비회원국 | 비회원국 | 비회원국 | 비회원국 | 비회원국 | 비회원국 | 비회원국 |
| 1938년 | 비회원국 | 비회원국 | 비회원국 | 비회원국 | 비회원국 | 비회원국 | 비회원국 | 비회원국 |
| 1950년 | 비회원국 | 비회원국 | 비회원국 | 비회원국 | 비회원국 | 비회원국 | 비회원국 | 비회원국 |
| 1954년 | 비회원국 | 비회원국 | 비회원국 | 비회원국 | 비회원국 | 비회원국 | 비회원국 | 비회원국 |
| 1958년 | 비회원국 | 비회원국 | 비회원국 | 비회원국 | 비회원국 | 비회원국 | 비회원국 | 비회원국 |
| 1962년 | 비회원국 | 비회원국 | 비회원국 | 비회원국 | 비회원국 | 비회원국 | 비회원국 | 비회원국 |
| 1966년 | 비회원국 | 비회원국 | 비회원국 | 비회원국 | 비회원국 | 비회원국 | 비회원국 | 비회원국 |
| 1970년 | 비회원국 | 비회원국 | 비회원국 | 비회원국 | 비회원국 | 비회원국 | 비회원국 | 비회원국 |
| 1974년 | 비회원국 | 비회원국 | 비회원국 | 비회원국 | 비회원국 | 비회원국 | 비회원국 | 비회원국 |
| 1978년 | 비회원국 | 비회원국 | 비회원국 | 비회원국 | 비회원국 | 비회원국 | 비회원국 | 비회원국 |
| 1982년 | 비회원국 | 비회원국 | 비회원국 | 비회원국 | 비회원국 | 비회원국 | 비회원국 | 비회원국 |
| 1986년 | 비회원국 | 비회원국 | 비회원국 | 비회원국 | 비회원국 | 비회원국 | 비회원국 | 비회원국 |
| 1990년 | 비회원국 | 비회원국 | 비회원국 | 비회원국 | 비회원국 | 비회원국 | 비회원국 | 비회원국 |
| 1994년 | 비회원국 | 비회원국 | 비회원국 | 비회원국 | 비회원국 | 비회원국 | 비회원국 | 비회원국 |
| 1998년 | 비회원국 | 비회원국 | 비회원국 | 비회원국 | 비회원국 | 비회원국 | 비회원국 | 비회원국 |
| 2002년 | 비회원국 | 비회원국 | 비회원국 | 비회원국 | 비회원국 | 비회원국 | 비회원국 | 비회원국 |
| 2006년 | 비회원국 | 비회원국 | 비회원국 | 비회원국 | 비회원국 | 비회원국 | 비회원국 | 비회원국 |
| 2010년 | 비회원국 | 비회원국 | 비회원국 | 비회원국 | 비회원국 | 비회원국 | 비회원국 | 비회원국 |
| 2014년 | 비회원국 | 비회원국 | 비회원국 | 비회원국 | 비회원국 | 비회원국 | 비회원국 | 비회원국 |
| 2018년 | 비회원국 | 비회원국 | 비회원국 | 비회원국 | 비회원국 | 비회원국 | 비회원국 | 비회원국 |
| 2022년 | 비회원국 | 비회원국 | 비회원국 | 비회원국 | 비회원국 | 비회원국 | 비회원국 | 비회원국 |
| 합계   |          |          |          |          |          |          |          |          |

## 같이 보기
- 그린란드 컵
- 그린란드 풋볼 챔피언십